# Annulipalpia
Os Annulipalpia são uma subordem de Trichoptera, ou tricópteros. O nome da subordem refere-se ao segmento terminal flexível dos palpos maxilares dos adultos, que muitas vezes tem muitas anelações minúsculas. Esta é uma das sinapomorfias mais marcantes desse grupo. Além dessa, eles também são caracterizados por (2) apresentar o falo modificado com parâmeros ausentes, (3) apresentar o tergito abdominal X da larva reduzido e (4) apresentar a genitália feminina com papilas laterais adjacentes ao cercos.
As larvas constroem abrigos fixos em ambientes aquáticos de água doce, principalmente em áreas de água corrente. Essas larvas ficam retraídas nesses abrigos, e em muitos casos elas produzem uma rede de captura de alimentos, que filtrará a matéria orgânica fina que está sendo transportada pela água. Além disso, elas também podem se alimentar de perifíton e pequenos animais que forem encontrados nessas redes.

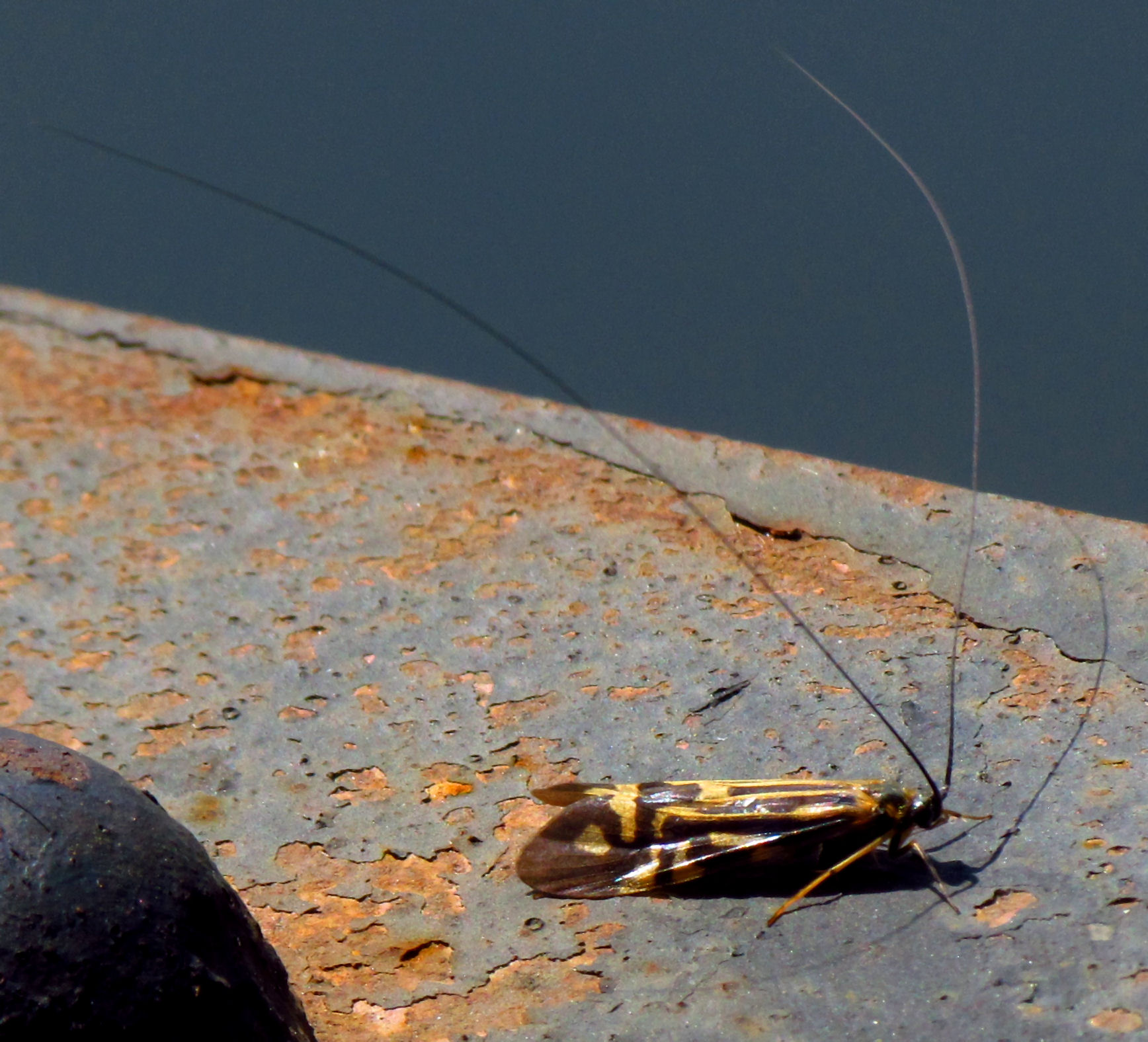
Macrostemum zebratum, um representante de Annulipalpia